# Andrija Marjanović
Andrija Marjanović (nacido el 14 de enero de 1999 en Niš, Serbia) es un jugador de baloncesto serbio. Mide 2.03 metros de altura y juega en la posición de escolta en las filas del Club Melilla Baloncesto de la Liga LEB Oro.

## Trayectoria deportiva
En junio de 2014, con apenas 15 años, Marjanović firmó por el Fútbol Club Barcelona, para jugar en su equipo cadete y más tarde, en el junior. 
De 2015 a 2017, en su etapa junior, Marjanović jugó el Torneo Next Generation de la Euroliga. En febrero de 2017, Marjanović se unió al Basketball Without Borders Global Camp en Nueva Orleans, Estados Unidos.
En la temporada 2016-17, debutó con el FC Barcelona B en Liga LEB Oro. 
El 24 de agosto de 2017, Marjanović firmó un contrato de tres temporadas con el Mega Bemax. Al comienzo de la temporada 2017-18, fue cedido al Beovuk 72 para jugar la Liga Serbia de Baloncesto. 
En julio de 2020, Marjanović firmó un contrato con el Sloboda Užice.
En octubre de 2020, se incorporó a KK Zlatibor.
En la temporada 2021-22, Marjanović firmó con el Metalac Valjevo, en el que promedió 13,1 puntos, 3,2 rebotes y 2,3 asistencias por partido. 
El 16 de marzo de 2022, firmó con el KK Kumanovo de la Prva Liga, la máxima categoría del baloncesto macedonio.
El 6 de agosto de 2022, firma por el San Pablo Burgos de la Liga LEB Oro. El 28 de febrero de 2023, rescinde su contrato con el conjunto burgalés.
El 21 de agosto de 2023, firma por el Club Melilla Baloncesto de la Liga LEB Oro.

## Selección nacional
Es un habitual en las categorías inferiores de la Selección de baloncesto de Serbia.  Con la selección Sub-16, participó en el Campeonato FIBA Europa Sub-16 de 2014 y 2015. En nueve partidos del torneo de 2015, promedió 14,1 puntos, 3,2 rebotes y 1,1 asistencias por partido.
Con la selección Sub-18, ganó la medalla de oro en el Campeonato FIBA Europa Sub-18 de 2017. Durante siete partidos de torneo, promedió 6 puntos, 3 rebotes y 0,9 asistencias por partido.
Con la selección sub-20, terminó en el puesto 15 en el Campeonato de Europa FIBA U20 de 2019 en Tel Aviv, Israel. En siete partidos de torneo, promedió 7,1 puntos, 1,9 rebotes y 0,9 asistencias por partido